# Киснева маска

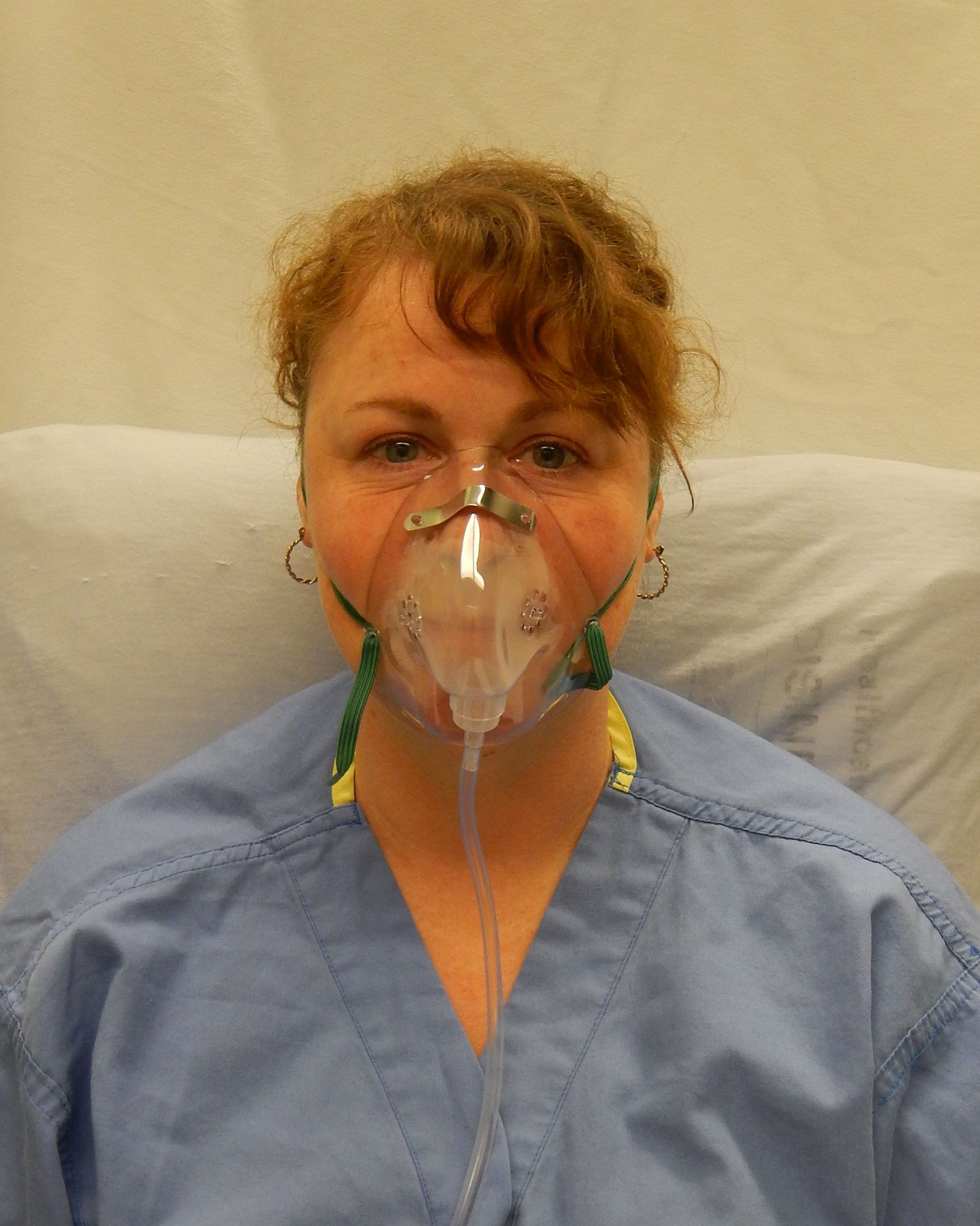
Жінка в кисневій масці

Киснева маска (англ. Oxygen mask) — забезпечує спосіб передачі дихального кисню з резервуара для зберігання в легені. Кисневі маски можуть закривати лише ніс і рот (орально-назальна маска) або все обличчя (повнолицева маска). Вони можуть бути виготовлені з пластику, силікону або гуми. За певних обставин кисень може подаватись через носову канюлю замість маски.

## Силіконові та гумові маски
Силіконові та гумові кисневі маски важчі за пластикові. Вони призначені для забезпечення хорошої герметичності для тривалого використання авіаторами, учасниками медичних досліджень, пацієнтами гіпербаричних камер та іншими пацієнтами, які потребують введення чистого кисню, наприклад, при отруєнні чадним газом або декомпресійній хворобі. Доктор Артур Х. Булбуліан був першовідкривачем першої сучасної кисневої маски, яку носили пілоти Другої світової війни і використовували в лікарнях. Клапани всередині цих щільно прилягаючих масок контролюють потік газів всередину і назовні маски, таким чином зводячи до мінімуму необхідність повторного вдихання видихуваного газу.

## Медичні пластикові кисневі маски
Медичні пластикові кисневі маски використовуються переважно медичними працівниками для кисневої терапії, оскільки вони одноразові, що зменшує витрати на очищення та ризик інфікування. Конструкція маски може визначати точність подачі кисню в різних медичних ситуаціях, що потребують лікування киснем. Кисень природним чином міститься в кімнатному повітрі на рівні 21 %, для лікування часто необхідні вищі рівні вмісту. Кисень у цих вищих відсотках класифікується як препарат із занадто великою кількістю кисню, потенційно шкідливим для здоров'я пацієнта, що з часом призводить до кисневої залежності, а в екстремальних випадках — до сліпоти пацієнта. З цих причин киснева терапія ретельно контролюється. Маски мають невелику вагу і кріпляться за допомогою еластичної пов'язки або вушних петель. Вони прозорі, щоб медичні працівники могли бачити обличчя пацієнта, а також зменшували відчуття клаустрофобії, яке відчувають деякі пацієнти під час носіння кисневої маски. Переважна більшість пацієнтів, які перенесли операцію, на певному етапі будуть носити кисневу маску; вони можуть альтернативно носити назальну канюлю, але кисень, що подається таким чином, є менш точним і має обмежену концентрацію.
Глобальний ринок одноразових кисневих масок, за даними Altus Market Research, має потенціал для зростання на 1,1 мільярда доларів США з 2019 по 2023 рік. Протягом цього часу темпи зростання ринку також прискоряться.

## Кисневі маски для авіаторів

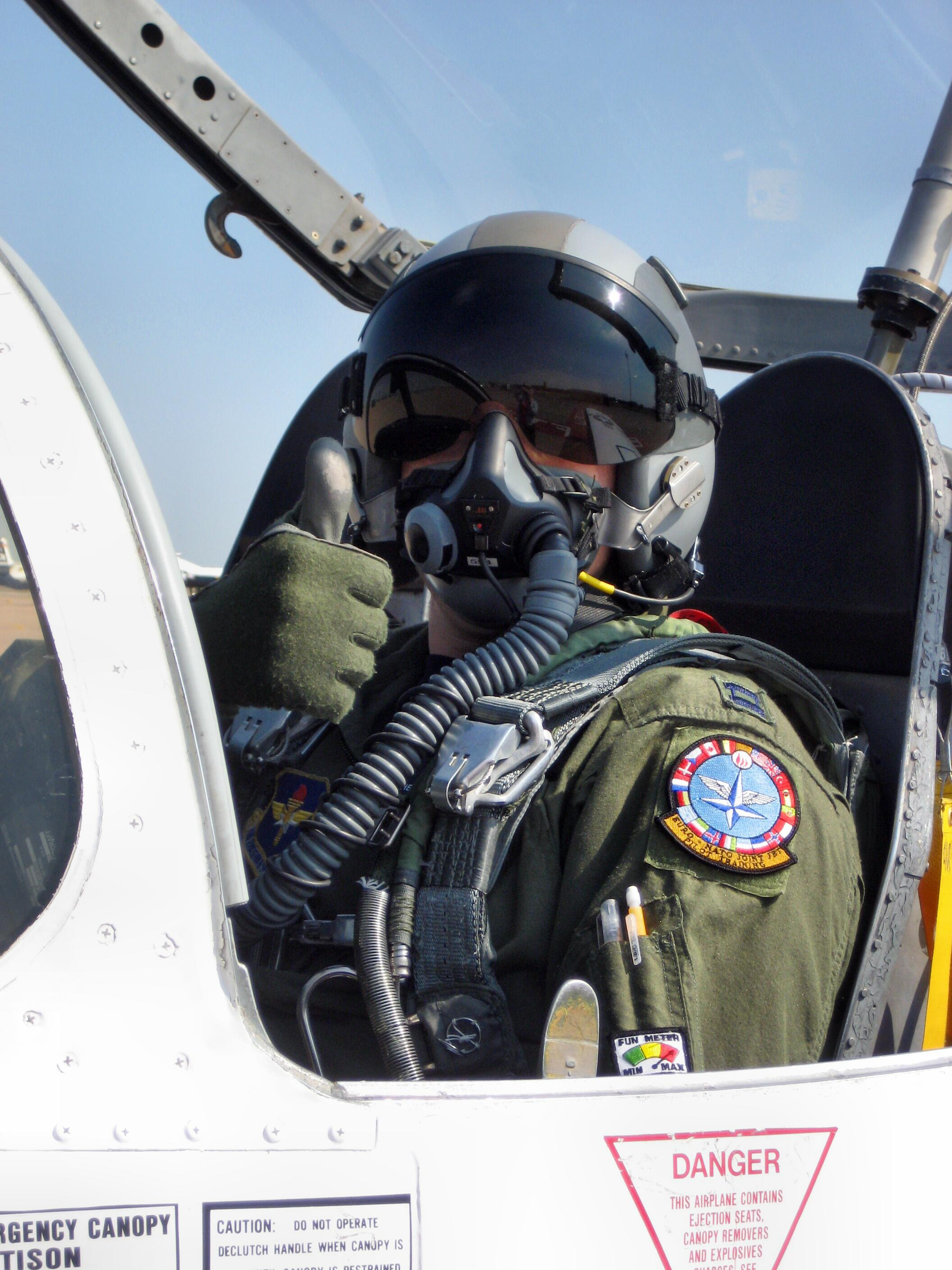
Пілот Т-37 у масці, призначеній для дихання з розрідженням і тиском

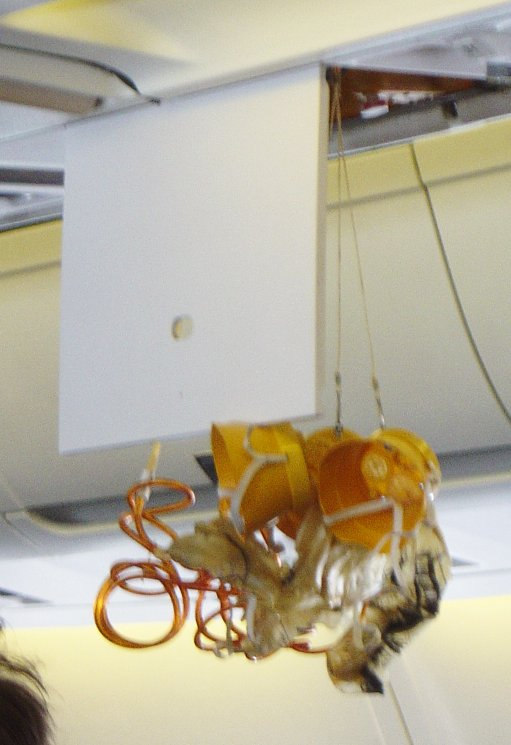
Екстрені кисневі маски розгорнуті

Багато конструкцій кисневих масок авіатора містять мікрофон для передачі мови іншим членам екіпажу та радіостанції літака. Військові кисневі маски авіаторів мають лицьові деталі, які частково закривають боки обличчя та захищають обличчя від спалахових опіків, частинок, що летять, а також впливу високошвидкісного потоку повітря, що потрапляє в обличчя під час екстреної евакуації з літака за допомогою катапультного крісла або парашута. Вони часто є частиною скафандра або призначені для використання з льотним шоломом.

## Авіаційні пасажирські маски та аварійні кисневі системи
Більшість комерційних літаків оснащені кисневими масками для використання, коли тиск у салоні не працює. Загалом комерційні літаки мають такий тиск, що повітря в кабіні знаходиться під тиском, еквівалентним не більше 8,000 футів (2,400 метрів) висота (зазвичай трохи менша), де можна нормально дихати без кисневої маски. Якщо тиск кисню в кабіні падає нижче безпечного рівня, що загрожує гіпоксією, відсіки, що містять кисневі маски, автоматично відкриються над або перед сидіннями пасажира та екіпажу, а також у туалетах.
У перші роки комерційних польотів, до винаходу герметичних кабін, пасажирам авіалайнерів іноді доводилося носити кисневі маски під час звичайних польотів.